# Santa Bárbara, Antioquia
Santa Bárbara là một khu tự quản thuộc tỉnh Antioquia, Colombia. Thủ phủ của khu tự quản Santa Bárbara đóng tại Santa Bárbara Khu tự quản Santa Bárbara có diện tích 185 ki lô mét vuông. Đến thời điểm ngày 28 tháng 5 năm 2005, khu tự quản Santa Bárbara có dân số 28048 người.